# Budhakot
Budhakot (nep. बुढाकोत) – gaun wikas samiti w zachodniej części Nepalu w strefie Seti w dystrykcie Achham. Według nepalskiego spisu powszechnego z 2011 roku liczył on 517 gospodarstw domowych i 2877 mieszkańców (1568 kobiet i 1309 mężczyzn).